# Triesenberg
Triesenberg  (in alemanno Trisabäärg) è uno dei comuni del principato del Liechtenstein, situato su una terrazza sopra Vaduz. Dal 2019 il comune, grazie alla sua particolare posizione ed alla sua storia legata alla cultura walser è entrato a far parte dell'associazione "I borghi più belli della Svizzera".

## Geografia fisica
Il comune comprende cinque località abitate :
- Gaflei
- Malbun
- Masescha
- Silum
- Steg

## Sport

### Calcio
La squadra locale è il FussballClub Triesenberg, che milita in Terza Lega Svizzera, il settimo livello, e partecipa alla Liechtensteiner Cup.

## Società

### Evoluzione demografica
Abitanti censiti

## Monumenti e luoghi d'interesse
Ha una chiesa con cupola a cipolla e un museo dedicato al popolo walser, che si stabilì qui nel XIII secolo. Il dialetto walser è lingua comunale insieme con il tedesco.